# 한국환경연구원
한국환경연구원(韓國環境硏究院, Korea Environment Institute, KEI)은 환경정책을 연구하고 환경영향평가 검토업무를 수행하는 공공기관이다. 1992년에 "한국환경기술개발원"이라는 이름으로 설립되었다가 1997년에 해산되었고, 동시에 "한국환경정책·평가연구원"으로 재설립되었다. 2021년 8월 17일 "한국환경연구원"으로 명칭이 변경되었다. 환경분야 국책연구기관이다. 국무총리(국무조정실) 산하 경제인문사회연구회 소속 기타공공기관으로 지정되어 있다.
본래는 서울특별시 은평구 불광동에 있었다가, 2014년 12월 9일 세종특별자치시 반곡동으로 이전했다.

## 주요 연구활동
연구원의 기본 연구사업은 아래의 분야에 해당한다.
환경경제
- 환경정책의 경제성분석
- 환경경제 통계 및 모형 개발
- 환경재정.규제에 관한 연구
- 저탄소 에너지 정책에 관한 연구
- 온실가스 감축츨 위한 관리정책 개발
- 청정생산 및 녹색소비에 관한 연구
- 환경자원의 가치평가 연구

환경평가
- 환경평가 관련 정책 및 제도에 관한 연구
- 환경평가 관련 계획의 수립에 관한 연구
- 개발사업의 환경영향 예측.저감 기법의 개발
- 전략환경평가 및 주요 국책사업의 환경평가 수행에 관한 연구
- 환경평가기법 및 환경평가지원을 위한 매뉴얼 등의 개발

기후변화·대기
- 온실가스 감축을 위한 관리정책 개발
- 저탄소 소비 및 생산 관련 분석 모형 개발·운영
- 기후변화에 따른 영향 및 적응에 관한 연구
- 한반도 기후변화영향 평가 및 분석
- 기후변화적응도구 및 실천 프로그램 개발
- 대기관리 정책 및 기법 연구

물환경
- 국가 물환경 중장기전략 및 정책 수립에 관한 연구
- 수질 및 수생태, 미량유해물질, 퇴적물 등 담수 및 연안 물환경 관리에 관한 연구
- 상하수도 서비스 등 물산업에 관한 연구
- 기후변화 대응을 위한 물안보 정책에 관한 연구
- 국제 물관리 협력 및 개발에 관한 연구

국토환경관리
- 국토환경의 관리·계획에 관한 연구
- 자연생태계·생물다양성의 유지·복원에 관한 연구
- 자연자원의 보전·관리에 관한 연구
- 토양·지하수 관리 및 복원에 관한 연구

자원순환
- 자원순환 정책 및 관리 연구
- 자원순환형 경제사회 구축을 위한 정책 연구
- 자원순환 산업 및 기술에 관한 연구
- 신재생에너지에 관한 연구

환경보건
- 환경보건 연구
- 위해성평가 및 기법 연구
- 건강영향평가 및 기법 연구
- 화학물질 및 화학제품 관리정책 연구
- 화학물질의 국제적 규제대응 연구

국제협력
- 지구환경 및 글로벌 지속가능발전에 관한 연구
- 국가지속가능발전전략 연구
- 경제·사회·환경 각 부문의 지속가능발전정책 연구
- 지역 및 남북 환경협력 대응정책 연구
- 개발도상국 녹색성장정책 연구
- 개발도상국 지속가능발전 및 환경 교육·훈련 기획 및 운영

연구결과를 토대로 정부나 공공기관들의 환경정책을 작성하고 지원한다. 또한 연구원은 "
정책연구본구", "환경영향평가본부", "국가기후변화적응센터", "글로벌전략센터", "국토환경정보센터"를 운영한다.

## 연혁
- 1992년 12월 28일 재단법인 "한국환경기술개발원" 설립
- 1993년 1월 29일 '한국환경기술개발원' 개원 (서울 은평구 불광동 소재)
- 1997년 9월 4일 '한국환경기술개발원' 해산 및 권리·의무승계 승인 (환경부)
- 1997년 9월 5일 '한국환경정책·평가연구원' 설립 허가(환경부)
- 1997년 9월 8일 "환경영향평가법" 개정에 따라 '한국환경기술개발원' 해산 및 '한국환경정책·평가연구원' 설립 등기
- 1999년 1월 29일 정부출연연구기관등의 설립, 운영 및 육성에 관한 법률에 의거 국무조정실 산하 경제사회연구회 소속으로 편제
- 2014년 12월 9일 세종특별자치시로 청사 이전
- 2021년 8월 17일 '한국환경정책·평가연구원'에서 '한국환경연구원'으로 명칭 변경

## 조직

### 한국환경연구원장
- 감사
  - 감사실
- 연구심의·조정위원회
- 국민과함께위원회

#### 부원장
- 기획조정부
- 경영지원부
- 지속가능전략연구부
- 사회환경연구부
- 생활환경연구부
- 기후대기연구부
- 물국토연구부
- 국가기후변화적응센터
- 국제협력·교육센터
- 환경평가본부
  - 국토정책평가실
  - 공공인프라평가실
  - 자원에너지평가실
  - 환경평가모니터링센터

## 사건·사고 및 논란

### 이정호 국가기후변화적응센터장 천황폐하 만세 등 발언 논란
2016년 6월 23일 아시아경제 등에 따르면 한국환경정책ㆍ평가연구원(KEI) 이정호 국가기후변화적응센터장은 최근 세종특별자치시에서 한국환경정책ㆍ평가연구원 주최로 열린 환경문제 관련 워크숍에 참석해 참석자들에게 스스로를 친일파라고 밝히고 "천황(일왕)폐하 만세"라고 세 번 외친 것으로 알려졌다. 이정호 국가기후변화적응센터장은 참석자들에게 '할아버지가 일제시대에 동양척식주식회사의 고위 임원이었다'는 등 발언도 한 것으로 알려졌다. 동양척식주식회사는 지난 1908년 일제가 '동양척식주식회사법'으로 한국의 경제를 독점ㆍ착취하려고 한국에 설립한 회사이고, ‘천황폐하 만세’는 과거 일본 군국주의를 상징하는 표현으로 일본에서조차 지금은 거의 사용되지 않는다.
이에 대해 이정호 국가기후변화적응센터장은 아시아경제와의 통화에서 "(워크숍 참석자들과의) 식사 자리에서 농담으로 했던 말인데 듣는 사람들 입장에선 기분 나빴을 수도 있을 것 같다"며 "여러 가지로 송구스럽지만 알려진 내용처럼 과하진 않았다"고 해명했다. 그는 "평소 일본의 환경 정책 등에 대해 긍정적인 편이다. 관련 얘기를 하다가 다른 사적인 말이 나왔다"면서 "앞으로 언행을 조심해야겠다"고 밝혔다. 이어 조부의 동양척식주식회사 근무 경력에 관해선 "정확하진 않지만 할아버지가 아주 옛날에 (그곳에서) 일을 하신 적은 있는 것으로 안다"며 말끝을 흐렸다.
해당 발언이 처음 알려진 이날 몇 시간 후 한국환경정책ㆍ평가연구원은 "당사자 및 관련자에 대한 면담 및 관련자료 등을 종합 조사한 결과, 공식 또는 비공식적인 자리에서 '천황폐하 만세' 삼창을 외친 사실이 없다"며 자체조사 결과를 내놨다. 한국환경정책ㆍ평가연구원은 “원장을 단장으로 하는 진상조사단을 구성해 당사자 및 관련자에 대한 면담, 관련 자료들을 종합 조사한 결과 공식 또는 비공식적 자리에서 보도 내용과 같이 천황폐하 만세 삼창을 외친 사실이 없는 것으로 밝혀졌다"며 "해당 보도가 나오게 된 정확한 진위를 확인 중에 있다”고 밝혔다. 한국환경정책ㆍ평가연구원 관계자는 “천황폐하 만세는 말이 안 된다”며 “이정호 센터장을 상대로 사실 확인을 하고 있는데, 본인한테 ‘그런 사실이 없다’고 확인을 받았다. 기사에 최근 세종특별자치시에서 연구원이 주최한 워크숍이라고 나와 있는데, 출장 기록을 확인해본 결과 센터장이 참석한 기록이 없다”고 말했다. 이 관계자는 “센터장이 가장 가깝게 생각하는 것은 일본의 선진 환경정책에 대해 칭찬했다는 것 정도”라며 “해당 워크숍은 참석한 적도 없고, 그런 칭찬을 한 것이 어느 자리였는지는 기억하지 못하고 있다”고 덧붙였다.
2016년 6월 24일 한국환경정책ㆍ평가연구원이 세종특별자치시 사무실에서 내부 직원을 대상으로 일대일(1:1) 면담 등 방식을 통해 워크숍에서 벌어진 이정호 국가기후변화적응센터장의 '천황폐하 만세 삼창' 등 언행에 대한 자체조사를 벌였다. 익명을 요청한 복수의 관계자는 "'천황폐하 만세' 발언은 건배사라서 당연히 들을 수밖에 없었고, 조사에서도 몇몇 직원이 '들었다'고 증언한 것으로 안다"며 입을 모아 전했다. 이에 한국환경정책ㆍ평가연구원 진상조사단 측은 "그 일을 누구(외부인 등)에게 말하고 다닌 적이 있느냐" "이 센터장이 해당 발언을 할 때 같은 테이블에 앉아 있었던 사람이 누구인 지 기억나느냐"는 등 구체적인 제보정황을 파악하기 위해 직원들을 추궁한 것으로 알려졌다
2016년 6월 25일 국무조정실 법무감사담당관실 관계자는 “KEI(한국환경정책ㆍ평가연구원) 이정호 국가기후변화적응센터장이 최근 워크숍 자리에서 ‘천왕폐하 만세’를 외쳤다는 의혹과 관련해 조사에 들어갔다”고 밝혔다. 이 관계자는 “의혹 관련 보도가 잇따르고 진위를 파악하라는 지시도 있어 조사를 결정했다”며 “다음주까지 대략적인 조사를 마무리할 계획”이라고 말했다.
같은날 광복회는 성명을 통해 "이 씨의 '천황폐하 만세' 삼창 망언에 대해 우리 국민과 함께 울분과 분노를 느낀다"면서 "온전한 정신을 가진 이라면, 어떻게 드러내놓고 자신을 '친일파'라 밝힐 수 있으며, 자신의 할아버지를 일제의 대표적 식민지 수탈기관인 동양척식주식회사의 고위간부였다고 자랑삼아 말할 수 있는가"라고 반문했다. 광복회는 "'천황폐하 만세' 구호는 오늘날 일본인들도 부르지 않는 시대착오적인 용어일 뿐만 아니라 우리 민족에게는 수치와 오욕의 구호"라면서 "이 센터장은 조용히 공직에서 사퇴하고, 독립운동 선열들과 국민 앞에 머리 숙여 사죄하라"고 촉구했다.
2016년 6월 27일 국방부 관계자에 따르면 이정호(47) 한국환경정책·평가연구원 국가기후변화적응센터장이 이종구 전 국방부 장관의 아들인 것으로 알려졌다. 국방부가 이정호 센터장 부친이라고 밝힌 이종구(81) 전 국방부 장관은 국방부 홈페이지(www.mnd.go.kr) 28대 국방장관으로 기록돼 있으며 이종구 전 국방부 장관은 김영삼 대통령이 척결한 군부 내 사조직 ‘하나회‘ 총무를 역임하는 등 전두환, 노태우 등 군부 인사가 정권을 잡았던 당시 실세로 활약한 것으로 알려졌다. 이종구 전 장관은 예비역 정상 모임인 성우회 제10대 회장을 역임했고 현재 한국안보포럼 회장을 맡고 있다.
2016년 7월 29일 아시아경제에 따르면 국무조정실은 이정호 센터장에 대해 중징계 처분을 요구하는 ‘감사결과 처분 요구서’를 한국환경정책·평가연구원에 전달했다. 한국환경정책·평가연구원은 ‘중앙행정기관 및 지방자치단체 자체감사기준(감사원 규칙)’ 제28조에 따라 30일 이내에 징계의결 결과를 국무조정실에 지체 없이 보고해야 한다. 국무조정실 관계자는 “한국환경정책·평가연구원 직원 등을 대상으로 심도 있게 감사를 벌인 결과 천황폐하 만세 삼창을 비롯해 ‘일본은 어머니의 나라’ 등 문제가 된 (이 센터장의) 친일 발언이 실재(實在)했다는 것을 확인했다”며 “그 외 정황들에 대한 개연성도 상당히 높아 중징계 사안으로 판단한 것”이라고 밝혔다. 중징계는 파면 혹은 정직을 의미한다. 국무조정실은 아울러 박광국 한국환경정책·평가연구원장에 대해서도 징계 처분 요구서를 보냈다. 국무조정실 관계자는 “(박광국 원장은) 초기 조사에 철저하지 못했고 오히려 수습하려고만 한 부분이 있었다”며 “관리ㆍ감독 책임이 있는 조직 수장으로서 분명히 적절치 않은 처신”이라고 지적했다.

## 그 외
서울 ↔ 세종 고속버스 노선의 세종연구단지 경유편의 중간 승하차장이 한국환경연구원 근처에 있다.

## 같이 보기
- 대한민국 환경부
- 중앙환경분쟁조정위원회
- 국립환경과학원
- 한국환경공단
- 한국환경산업기술원